# Bahía de Caráquez
Bahía de Caráquez ist eine Stadt an der Pazifikküste Ecuadors in der Provinz Manabí. Sie ist Verwaltungssitz des Kantons Sucre. Die Stadt hatte 2010 20.921 Einwohner. Die Stadt geht auf eine spanische Gründung im März 1628 durch José de Larrazábal zurück.

## Lage
Bahía de Caráquez liegt am linken westlichen Ufer der gleichnamigen Mündungsbucht des Río Chone. Die Stadt liegt knapp 50 km nördlich der Provinzhauptstadt Portoviejo. Am östlichen Ufer der Bucht liegt der Flugplatz Los Perales.

## Municipio
Das Municipio Bahía de Caráquez hat eine Fläche von 181,7 km². Beim Zensus 2010 betrug die Einwohnerzahl 26.112. Das Municipio ist in zwei Parroquias urbanas gegliedert:
- Bahía de Caráquez (an der Nordspitze der Halbinsel)
- Leonidas Plaza Gutiérrez (⊙; im Süden der Stadt; benannt nach Leónidas Plaza Gutiérrez)